# Olympische Sommerspiele 1964/Leichtathletik – Diskuswurf (Männer)
Der Diskuswurf der Männer bei den Olympischen Spielen 1964 in Tokio wurde am 15. Oktober 1964 im Olympiastadion Tokio ausgetragen. 28 Athleten nahmen teil.
Olympiasieger wurde der US-Amerikaner Al Oerter. Er gewann vor dem Tschechoslowaken Ludvík Daněk und Dave Weill aus den USA.
Während Athleten aus der Schweiz und Liechtenstein nicht teilnahmen, gingen zwei Deutsche und ein Österreicher an den Start. Der Deutsche Hartmut Losch kam ins Finale und belegte dort Rang elf. Sein Teamkamerad Fritz Kühl scheiterte ebenso in der Qualifikation wie der Österreicher Ernst Soudek.

## Rekorde

### Bestehende Rekorde

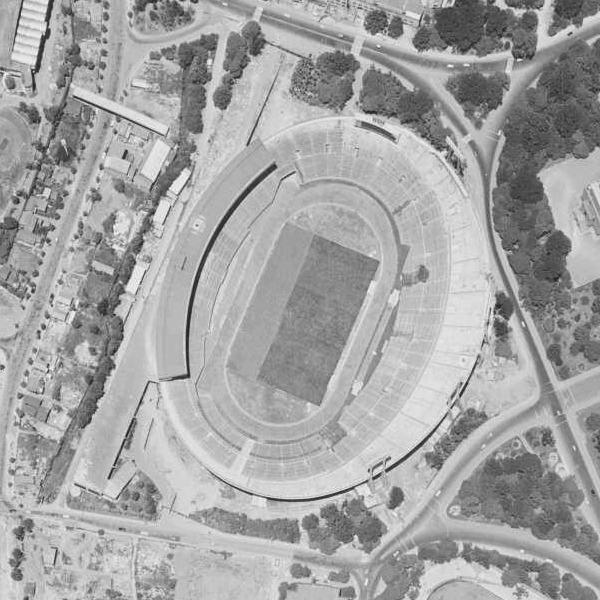
Luftaufnahme des Olympiastadions im Jahr 1963

| Weltrekord         | 64,55 m | Ludvík Daněk ( Tschechoslowakei) | Turnov, damals Tschechoslowakei (heute Tschechien) | 2. August 1964    |
| Olympischer Rekord | 59,18 m | Al Oerter ( USA)                 | Finale OS Rom, Italien                             | 7. September 1960 |

### Rekordverbesserungen
Der US-amerikanischen Olympiasieger Al Oerter verbesserte seinen eigenen olympischen Rekord zweimal:
- 60,54 m – Qualifikation am 15. Oktober, erster Durchgang
- 61,00 m – Finale am 15. Oktober, fünfter Durchgang

## Durchführung des Wettbewerbs
28 Athleten traten am 15. Oktober zu einer Qualifikationsrunde an, bei der jeder Werfer drei Versuche hatte. Zehn von ihnen – hellblau unterlegt – übertrafen die Qualifikationsweite von 55,00 Meter für die direkte Finalteilnahme am Nachmittag desselben Tages. Damit war die Mindestanzahl von zwölf Finalteilnehmern noch nicht erreicht und das Starterfeld wurde mit den beiden nächstbesten Werfern – hellgrün unterlegt – bis auf zwölf aufgefüllt. Im Finale hatte jeder Teilnehmer zunächst drei Versuche. Den sechs besten Athleten standen anschließend drei weitere Würfe zu.

## Zeitplan
15. Oktober, 10:00 Uhr: Qualifikation

15. Oktober, 14:30 Uhr: Finale
Anmerkung: Alle Zeiten sind in Ortszeit Tokio (UTC + 9) angegeben.

## Legende
Kurze Übersicht zur Bedeutung der Symbolik – so üblicherweise auch in sonstigen Veröffentlichungen verwendet:
| – | verzichtet |
| x | ungültig   |

Die jeweiligen Bestweiten der Athleten sind fett gedruckt.

## Qualifikation

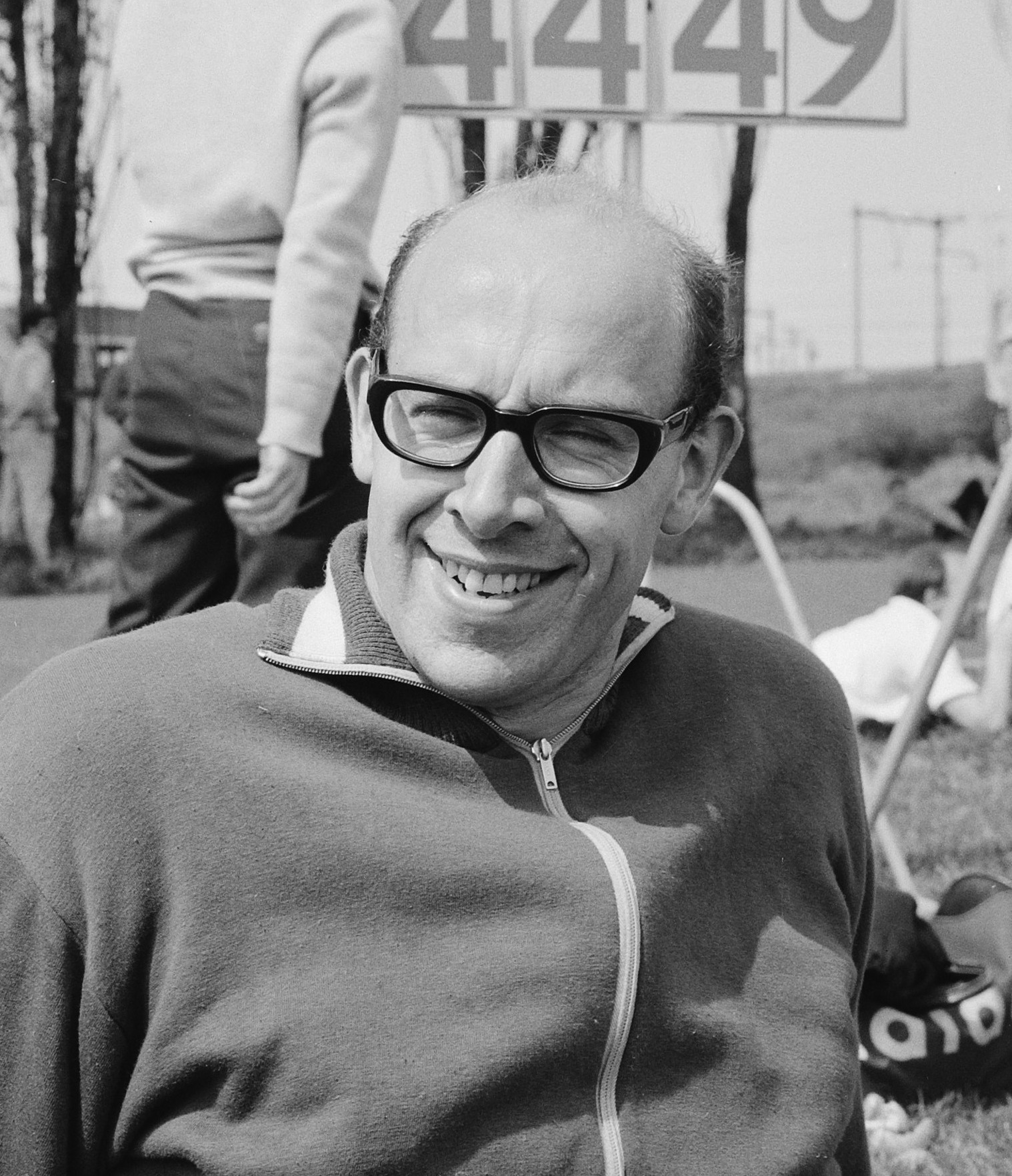
Cornelis Koch – ausgeschieden 52,57 m

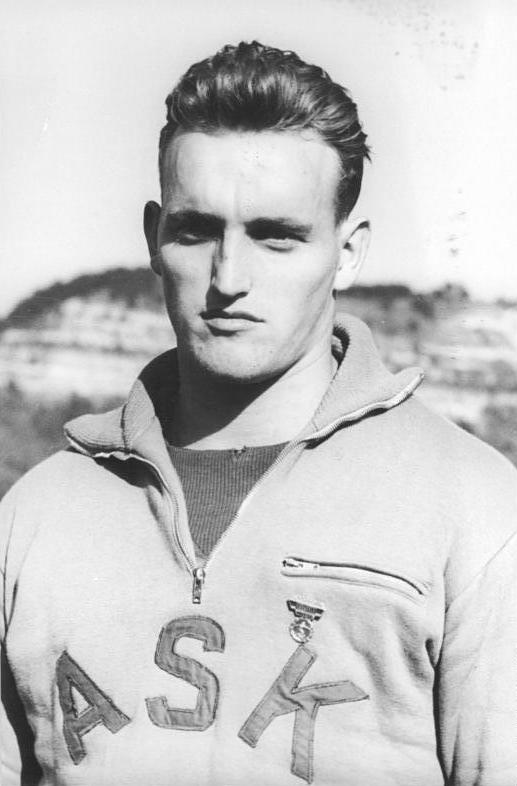
Fritz Kühl – ausgeschieden mit 52,53 m

Datum: 15. Oktober 1964, 10:00 Uhr
Wetterbedingungen: heiter, 20–22 °C, 49–60 % Luftfeuchtigkeit
| Platz | Name                   | Nation           | 1. Versuch | 2. Versuch | 3. Versuch | Weite   | Anmerkung |
| ----- | ---------------------- | ---------------- | ---------- | ---------- | ---------- | ------- | --------- |
| 1     | Al Oerter              | USA              | 60,54 m OR | –          | –          | 60,54 m | OR        |
| 2     | Ludvík Daněk           | Tschechoslowakei | 58,88 m    | –          | –          | 58,88 m |           |
| 3     | Jay Silvester          | USA              | x          | 57,81 m    | –          | 57,81 m |           |
| 4     | Wiktor Kompanijez      | Sowjetunion      | 57,40 m    | –          | –          | 57,40 m |           |
| 5     | Dave Weill             | USA              | 56,95 m    | –          | –          | 56,95 m |           |
| 6     | Hartmut Losch          | Deutschland      | 56,46 m    | –          | –          | 56,46 m |           |
| 7     | Zenon Begier           | Polen            | 56,31 m    | –          | –          | 56,46 m |           |
| 8     | Roy Hollingsworth      | Großbritannien   | 52,60 m    | 55,08 m    | 55,96 m    | 55,96 m |           |
| 9     | Edmund Piątkowski      | Polen            | 55,22 m    | –          | –          | 55,22 m |           |
| 10    | József Szécsényi       | Ungarn           | 55,04 m    | –          | –          | 55,04 m |           |
| 11    | Kim Buchanzow          | Sowjetunion      | 54,94 m    | x          | x          | 54,94 m |           |
| 12    | Wladimir Trusenew      | Sowjetunion      | 53,81 m    | 51,94 m    | 52,25 m    | 53,81 m |           |
| 13    | Fritz Kühl             | Deutschland      | 53,53 m    | 53,04 m    | x          | 53,53 m |           |
| 14    | Pentti Repo            | Finnland         | 52,93 m    | x          | 50,60 m    | 52,93 m |           |
| 15    | Dako Radošević         | Jugoslawien      | 51,22 m    | 52,71 m    | 51,37 m    | 52,71 m |           |
| 16    | Cornelis Koch          | Niederlande      | 51,20 m    | 52,57 m    | 51,08 m    | 52,57 m |           |
| 17    | Jiří Žemba             | Tschechoslowakei | x          | 52,13 m    | 51,80 m    | 52,13 m |           |
| 18    | Warwick Selvey         | Australien       | 50,83 m    | x          | 51,96 m    | 51,96 m |           |
| 19    | Ernst Soudek           | Österreich       | x          | 51,78 m    | 50,96 m    | 51,78 m |           |
| 20    | Les Mills              | Neuseeland       | 44,18 m    | 51,70 m    | 51,22 m    | 51,70 m |           |
| 21    | Georgios Tsakanikas    | Griechenland     | 50,76 m    | 51,03 m    | 48,07 m    | 51,03 m |           |
| 22    | Shohei Kaneko          | Japan            | 44,63 m    | 43,31 m    | 46,46 m    | 46,46 m |           |
| 23    | Denis Ségui Kragbé     | Elfenbeinküste   | 44,07 m    | 46,43 m    | 44,03 m    | 46,43 m |           |
| 24    | Ignacio Reinosa        | Puerto Rico      | 46,36 m    | 45,96 m    | x          | 46,36 m |           |
| 25    | Gideon Ariel           | Israel           | 45,10 m    | 44,26 m    | 46,12 m    | 46,12 m |           |
| 26    | Sayed Mirza Molimadail | Iran             | x          | 45,24 m    | 44,96 m    | 45,24 m |           |
| 27    | Kim Byung-ki           | Südkorea         | 42,73 m    | x          | x          | 42,73 m |           |
| NM    | Lars Haglund           | Schweden         | x          | x          | x          | ogV     |           |
| DNS   | Walko Kostow           | Bulgarien        |            |            |            |         |           |

## Finale
Datum: 15. Oktober 1964, 14:30 Uhr
Wetterbedingungen: heiter, ca. 23 °C, 42–51 % Luftfeuchtigkeit
| Platz | Name              | Nation           | 1. Versuch | 2. Versuch | 3. Versuch | 4. Versuch                              | 5. Versuch                              | 6. Versuch                              | Endresultat | Anmerkung |
| ----- | ----------------- | ---------------- | ---------- | ---------- | ---------- | --------------------------------------- | --------------------------------------- | --------------------------------------- | ----------- | --------- |
| 1     | Al Oerter         | USA              | 57,65 m    | 58,34 m    | 55,11 m    | 54,37 m                                 | 61,00 m OR                              | x                                       | 61,00 m     | OR        |
| 2     | Ludvík Daněk      | Tschechoslowakei | 59,73 m    | 58,83 m    | x          | 60,52 m                                 | 58,38 m                                 | 57,17 m                                 | 60,52 m     |           |
| 3     | Dave Weill        | USA              | x          | 59,49 m    | 56,15 m    | 56,15 m                                 | 55,94 m                                 | 52,45 m                                 | 59,49 m     |           |
| 4     | Jay Silvester     | USA              | 56,99 m    | x          | 57,54 m    | 57,46 m                                 | 59,09 m                                 | x                                       | 59,09 m     |           |
| 5     | József Szécsényi  | Ungarn           | 54,34 m    | 52,14 m    | 56,97 m    | 57,23 m                                 | x                                       | 54,66 m                                 | 57,23 m     |           |
| 6     | Zenon Begier      | Polen            | 57,06 m    | 52,45 m    | 55,83 m    | x                                       | x                                       | 56,68 m                                 | 57,06 m     |           |
|       |                   |                  |            |            |            |                                         |                                         |                                         |             |           |
| 7     | Edmund Piątkowski | Polen            | 52,94 m    | 55,81 m    | 53,87 m    | nicht im Finale der besten sechs Werfer | nicht im Finale der besten sechs Werfer | nicht im Finale der besten sechs Werfer | 55,81 m     |           |
| 8     | Wladimir Trusenew | Sowjetunion      | 53,70 m    | 54,78 m    | 52,98 m    | nicht im Finale der besten sechs Werfer | nicht im Finale der besten sechs Werfer | nicht im Finale der besten sechs Werfer | 54,78 m     |           |
| 9     | Kim Buchanzow     | Sowjetunion      | x          | 50,15 m    | 54,38 m    | nicht im Finale der besten sechs Werfer | nicht im Finale der besten sechs Werfer | nicht im Finale der besten sechs Werfer | 54,38 m     |           |
| 10    | Roy Hollingsworth | Großbritannien   | 53,74 m    | 53,87 m    | x          | nicht im Finale der besten sechs Werfer | nicht im Finale der besten sechs Werfer | nicht im Finale der besten sechs Werfer | 53,87 m     |           |
| 11    | Hartmut Losch     | Deutschland      | 51,44 m    | 52,08 m    | x          | nicht im Finale der besten sechs Werfer | nicht im Finale der besten sechs Werfer | nicht im Finale der besten sechs Werfer | 52,08 m     |           |
| 12    | Wiktor Kompanijez | Sowjetunion      | x          | 51,96 m    | x          | nicht im Finale der besten sechs Werfer | nicht im Finale der besten sechs Werfer | nicht im Finale der besten sechs Werfer | 51,96 m     |           |

Zu den Favoriten gehörten neben dem Olympiasieger von 1956 und 1960 Al Oerter aus den USA und dessen Landsmann Jay Silvester vor allem auch der tschechoslowakische Weltrekordinhaber Ludvík Daněk. Oerter hatte im Jahr 1964 eine Bandscheibenverletzung erlitten, zudem hatte er sich beim Training in Tokio im regennassen Wurfring einen Schaden am Rippenknorpel zugezogen. Dadurch konnte er nur eingeschränkt unter Schmerzen und mit schmerzstillenden Mitteln werfen.
In der Qualifikation hatte Oerter einen neuen Olympiarekord aufgestellt, doch im Finale übernahm zunächst Daněk die Führung. Oerter lag auf Rang zwei vor dem Polen Zenon Begier. Im zweiten Versuch trat Oerters Landsmann Dave Weill ins Rampenlicht, der Daněks Führungsweite verbesserte. Er lag nun vor dem Tschechoslowaken, Oerter und Begier. In Durchgang drei schob sich Silvester vor Begier und dem Ungarn József Szécsényi an die vierte Position.
In Runde vier ging Daněk wieder in Front. Weill war Zweiter vor Oerter und Silvester. Begier hatte Platz fünf an Szécsényi verloren. Im fünften Versuch gab es den insgesamt zweiten olympischen Rekord im Diskuswurf bei diesen Spielen. Oerter warf den Diskus auf genau 61 Meter und löste damit Daněk an der Spitze ab. Weill rutschte auf Platz drei. Im letzten Durchgang gab es keine Änderung im Klassement. Somit feierte Al Oerter seinen dritten Olympiasieg in Folge.
Ludvík Daněk gewann die erste tschechoslowakische Medaille im Diskuswurf.

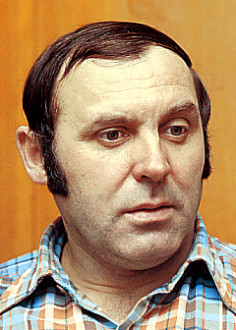
Weltrekordinhaber Ludvík Daněk (hier im Jahr 2014) gewann die Silbermedaille – acht Jahre später feierte er als Olympiasieger von München seinen größten Erfolg
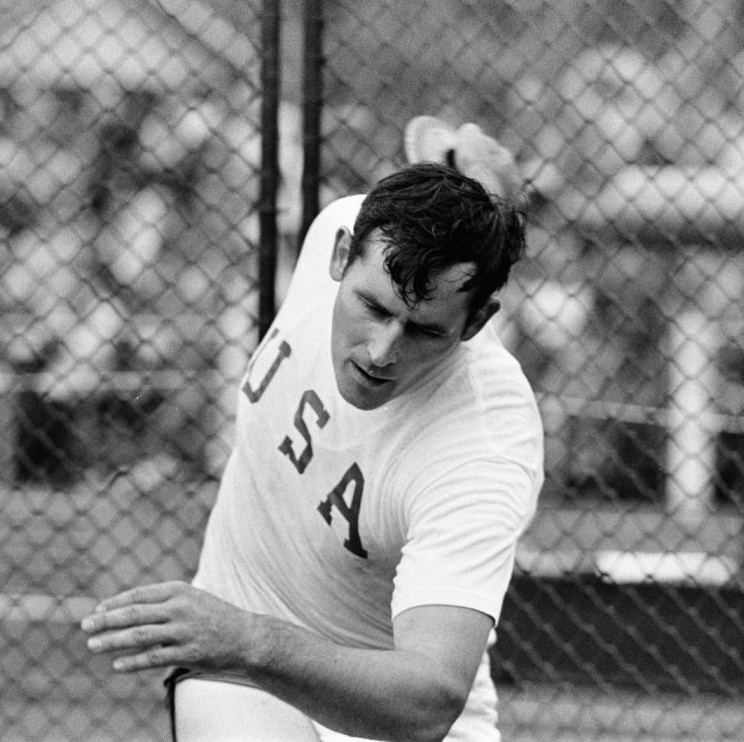
Der viertplatzierte Jay Silvester
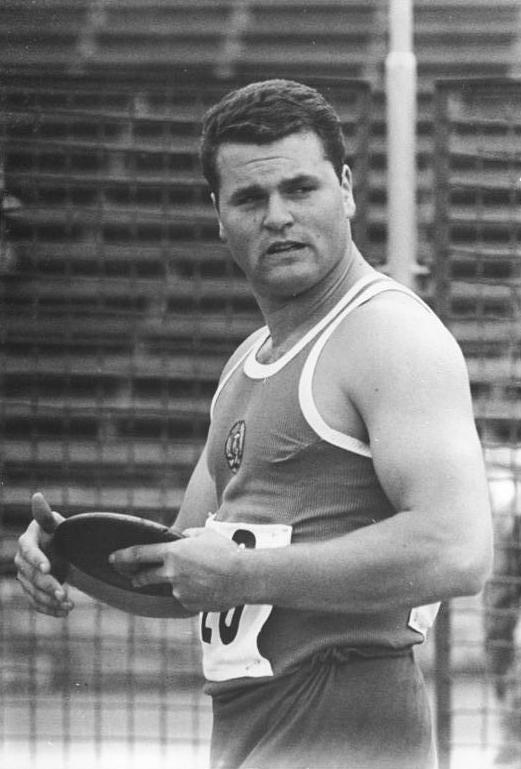
Platz elf im Finale: Hartmut Losch

## Videolinks
- Olympics 1964 Athletics, Bereich: 8:44 min bis 10:49 min, youtube.com, abgerufen am 9. September 2021
- Al Oerter's Quadruple Discus Gold, youtube.com, abgerufen am 9. September 2021
- Dave Weill (USA) DISCUS 59.49 meters (bronze medal 1964 Tokio Olympics), youtube.com, abgerufen am 9. September 2021
- Alfred Oerter - Men's Discus Throw - Summer Olympic Games 1964, youtube.com, abgerufen am 28. Oktober 2017